# Stortinget
Stortinget är sedan 1814 den lagstiftande församlingen i Norge. Det består av 169 representanter valda från 19 valkretsar (fylkena). Enligt Norges grundlag § 49 är Stortinget ”folkets” instrument för att utöva den lagstiftande makten. Stortingsval hålls vart fjärde år. Rösträtt har i stort sett alla norska medborgare som kommer att fylla eller har fyllt 18 år under eller före valåret.
Vid sidan av lagstiftningsarbetet hör också utövande av finansmakten (skatter, avgifter, statsbudgeten), kontroll av den verkställande makten (regeringen) och debatt av allmänna politiska spörsmål som utrikespolitik och reformer till Stortingets uppgifter. Norge har ett parlamentariskt system, som innebär att regeringen i de flesta fall är ansvarig inför Stortinget, vilket i Norges fall uttrycks i att statsråd (regeringens ledamöter) som förlorat Stortingets förtroende måste avgå.
De uppgifter och den myndighet Stortinget har som saknar explicit stöd i grundlagen, betraktas ha stöd i konstitutionell sedvanerätt.

## Historia
Efter freden i Kiel i januari 1814 uppstod ett maktvakuum över Norge. Danmarks kung Fredrik VI hade avstått landet till den svenske kungen, Karl XIII. Men norska frihetskämpar och den danske tronarvingen Kristian Fredrik ville skaffa sig respektive bevara sin makt över landet. I maj samlades därför en folkvald nationalförsamling från hela landet på Eidsvoll, för att arbeta fram en grundlag för ett fritt Norge.
Eidsvollförfattningen undertecknades den 17 maj 1814, och samma dag lät Kristian Fredrik sig väljas till det fria Norges konung. Den svenske tronarvingen Karl Johan krävde dock fortfarande att fredsavtalen från Kiel skulle uppfyllas. Ett kort krig fördes, innan Stortinget och de svenska förhandlarna i november kunde enas om villkoren för en svensk-norsk union. En reviderad Eidsvollsförfattning antogs av Stortinget. Norges reviderade grundlag godkändes även av den svenska ståndsriksdagen, och reglerade landets styre fram till 1905 års unionsupplösning, då den ursprungliga författningen åter trädde i kraft.

### Kamp för parlamentarism
Den norska konstitutionen tillkom före parlamentarismens införande, och då var riksrättinstitutet det enda instrument Stortinget hade för att (i förening med högsta domstolen) kunna avsätta statsråd. Senast riksrätten fällt en regeringsmedlem var 1884 när statsminister Christian August Selmer och övriga statsråd i hans ministär dömdes till avsättning (”förlustiga sina ämbeten”) och böter. Bakgrunden var norrmännens självständighetssträvanden: 1873 hade Oskar II beslutat att avskaffa ståthållarsystemet, som av norrmännen ansågs som ett påtvingat (närmast kolonialt) system. Ståthållaren (statholderen) hade varit kungens generalguvernör i landet när inte en myndig medlem av kungahuset (främst kronprinsen) fungerade som vicekung (systemet med vicekung avskaffades dock inte förrän 1905). Istället för ståthållaren infördes ett nytt statsministerämbete också i Kristiania (Oslo) som chef för regeringen. Tidigare hade bara ett av de tre norska statsråd, som befann sig i Sverige, titulerats statsminister. De var regeringsrepresentanter i Sverige för kungliga beslut angående Norge.

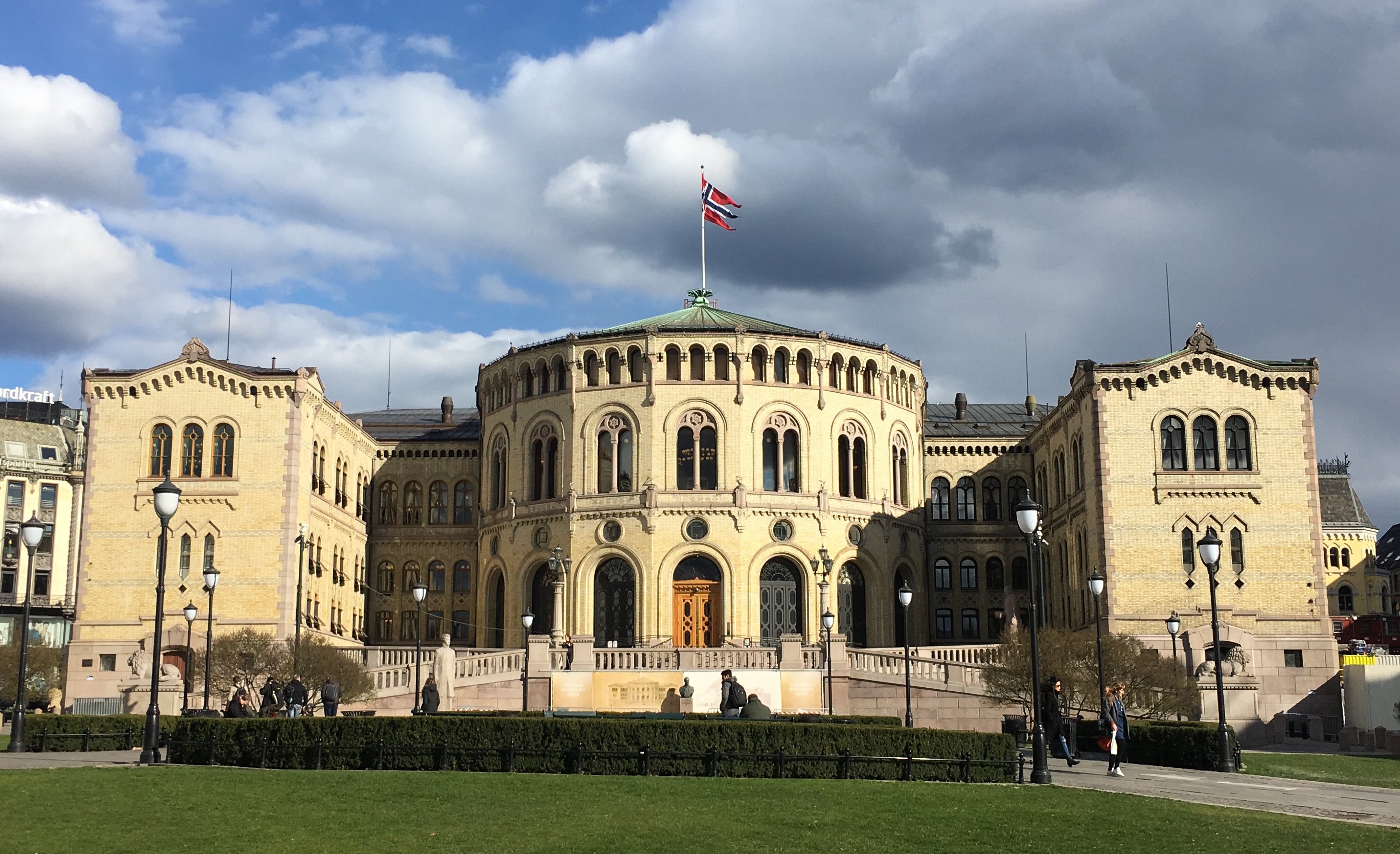
Den norska stortingsbyggnaden, uppförd 1866 efter ritningar av den svenske arkitekten Emil Viktor Langlet.

Stortinget krävde efter denna reform att statsråden skulle få tillträde till Stortingets förhandlingar (som inte var tillåtet enligt en gammal maktdelningsprincip), för att komma närmare full parlamentarism efter brittisk modell och få mer inflytande över regeringen. Därmed skulle landet få ökat självstyre och komma närmare självständighet. Stortinget antog så en grundlagsändring om detta med mellanliggande val (ett val som det liberala partiet Venstre hade vunnit med stor majoritet, över 50 procent av rösterna, varvid de fick inflytande också över riksrättens sammansättning genom dess ledamöter i Lagtinget), men kung Oskar II vägrade, med instämmande av regeringen Selmer, att anta förslaget sedan grundlagsändringen antagits av Stortinget. Då åtalade Odelstinget regeringens statsråd inför riksrätt för att ha avrådit kungen att skriva under grundlagförslaget. Grundlagsförslag hade kungen nämligen inte rätt att lägga in veto emot enligt den norska grundlagens § 112 (beslutade ändringar skulle enbart ”kunngjøres ved Trykken”), men det hade aldrig prövats rättsligt. Kung Oskar var efter domen tvungen att utse en parlamentariskt understödd regering (regeringen Sverdrup), varvid parlamentarismen infördes i Norge, samtidigt som grundlagsändringen trädde i kraft.
År 2007 skrevs det slutligen också in i grundlagen att ett statsråd som inte åtnjuter Stortingets förtroende måste avgå ur regeringen. Det parlamentariska systemet hade visserligen varit praxis sedan 1880-talet, men det var först på 2000-talet som det stadgades i grundlag.

## Arbetsordning
Stortingets arbete indelas i sessioner, som sträcker sig från första vardagen (måndag–lördag) i oktober till sista vardagen i september nästföljande år. Stortinget är en enkammarförsamling som sammanträder i plenum. Stortinget stiftar lag, antar statsbudget, kontrollerar regeringen och statsförvaltningen samt beslutar om de övergripande politiska riktlinjerna för statlig verksamhet.
Det är presidiet med Stortingspresidenten i spetsen som sätter dagordningen, och ärenden från regeringen sätts upp på en långtidsmötesplan och remitteras till lämpligt utskott. Det tar normalt flera månader från det att regeringen inkommer med ett förslag till att det behandlas.
Fram till 2009 genomfördes efter varje stortingsval en uppdelning av Stortingets ledamöter i de två avdelningarna Odelsting och Lagting, med 127 respektive 42 ledamöter vardera. Genom en grundlagsändring, vilken trädde i kraft den 1 oktober 2009, är denna indelning dock upphävd och hela Stortinget sammanträder i plenum. Den tidigare indelningen kunde liknas vid ett svagt tvåkammarsystem, som innebar en uppdelning när det gällde beredning av lagförslag respektive riksrättsärenden mot statsråd och stortingsledamöter. I övriga ärenden, exempelvis budgetärenden, sammanträdde Stortinget även tidigare som en kammare.
Den nya ordningen, som antogs vid grundlagsändringen den 20 februari 2007, innebär att lagförslag behandlas två gånger i plenum med minst tre dagars mellanrum. Därest ett lagförslag inte får stöd av en majoritet i den första behandlingen, anses det förkastat. Om ändringar av det ursprungliga förslaget görs i den andra behandlingen, ska ärendet behandlas en tredje gång. Efter att ett lagförslag antagits av Stortinget krävs slutligen kungens underskrift och ett statsråds, vanligen statsministern, kontrasignering, för att förslaget ska bli norsk lag. ”Kongen i statsråd” (vilket i huvudsak betyder regeringen) kan vägra att skriva under en lag, kongens vetorett. Texten sänds då åter till tinget, som får lägga fram förslaget på nytt först efter nästa stortingsval. Om samma (likalydande) lagförslag antas på nytt träder det automatiskt i kraft, oaktat om kungen skriver under det eller ej. Denna vetorätt har dock inte använts sedan 1905 i samband med unionsupplösningen.
Grundlagsändringar får bara läggas fram under de tre första stortingssessionerna under en mandatperiod. En andra läsning sker under de tre första åren av påföljande mandatperiod. Besluten fattas med kvalificerad majoritet av Stortinget i plenum. Till skillnad från vanlig lag skrivs grundlagsändringar under av Stortingets president och sekreterare, för att sedan sändas för kännedom och kungörelse till kungen och regeringen.
Riksrättsordningen ändrades också 2007 så att det nu är Stortinget i plenum som beslutar om att väcka åtal (i stället för Odelstinget), medan rätten består av fem domare från Norges högsta domstol och sex lekmannaledamöter valda av Stortinget – ingen av lekmannadomarna får vara stortingsledamot eller statsråd; ordförande för riksrätten är högsta domstolens ordförande. Senast någon åtalades inför riksrätt var 1927, då statsminister Abraham Berge friades.
Övriga ärenden behandlas som tidigare av Stortinget i plenum en gång.

### Utskott
Beredningsarbetet sker i utskott, stortingskomiteer, varav de fasta fackutskotten utgör stommen i systemet. Sedan utrikes- och försvarsutskotten sammanfördes 2009 är de tolv till antalet:
- Arbets- och socialutskottet
- Energi- och miljöutskottet
- Familje- och kulturutskottet
- Finansutskottet
- Hälso- och omsorgsutskottet
- Justitieutskottet
- Kyrko-, utbildnings- och forskningsutskottet
- Kommunal- och förvaltningsutskottet
- Kontroll- och konstitutionsutskottet
- Näringsutskottet
- Transport- och kommunikationsutskottet
- Utrikes- och försvarsutskottet

Utskottens indelning överlappar men överensstämmer inte med departementens indelning. Ärenden som Stortinget ska ta ställning till, skickas först till de fasta utskotten där de behandlas i arbetsgrupper. Vilka frågor som vilket utskott ska behandla är fastställt i Stortingets forretningsorden. Undantaget är budgetarbetet: När regeringens budgetförslag kommer till Stortinget i oktober underställdes det fram till 2005 en särskild arbeidsordningskomite som avgjorde vilka budgetkapitel de olika utskotten skulle behandla. I dag avgör presidiet detta tillsammans med partigruppernas ledare.
Varje stortingsledamot sitter i ett fackutskott; därtill kan de väljas in i ett eller flera av Stortingets övriga utskott. Alla partier har minst en representant i kontroll- och konstitutionsutskottet. Ett litet partis ledamot i detta utskott kan välja att sitta i ytterligare ett fackutskott.

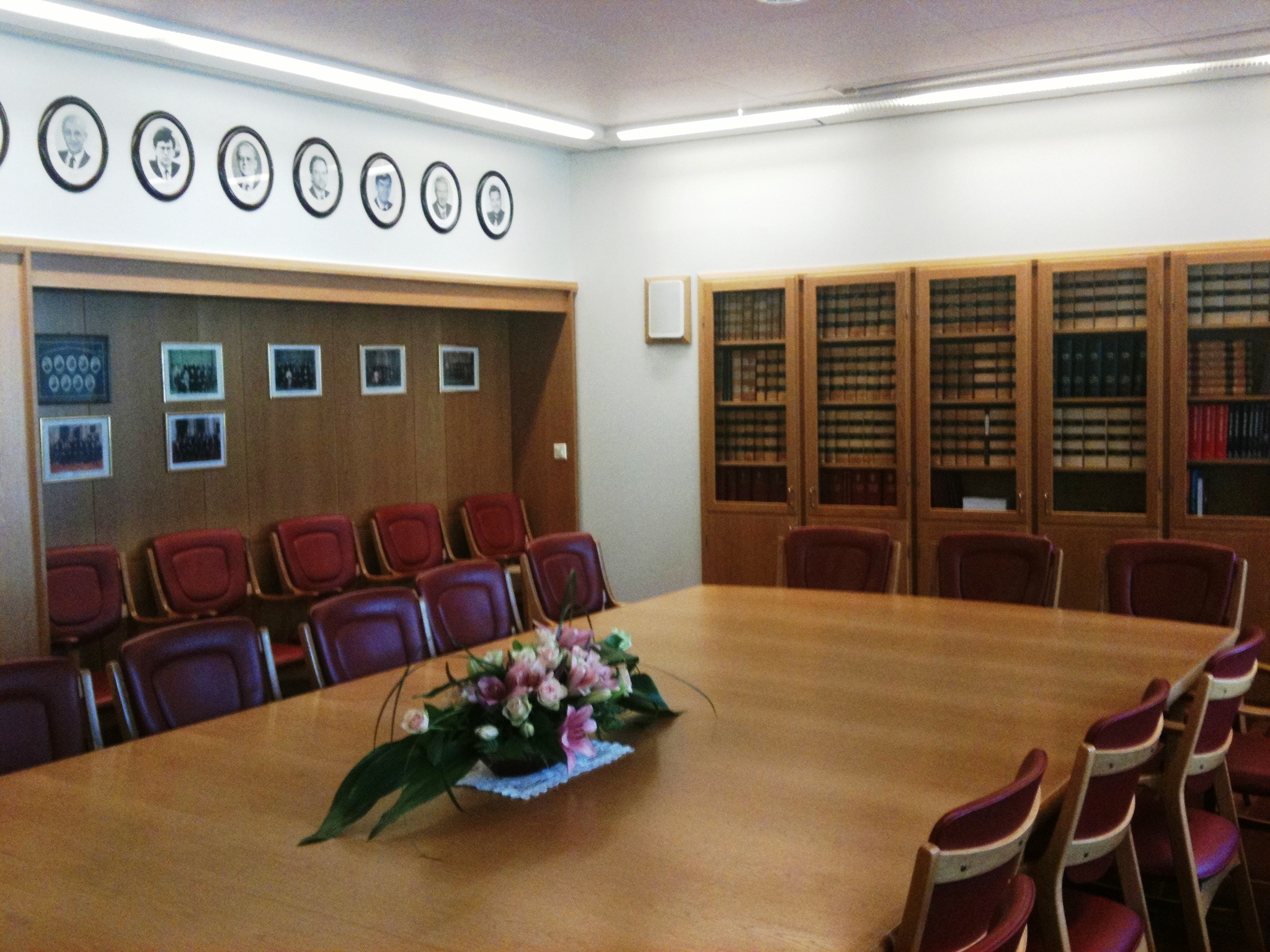
Utrikesutskottets sammanträdesrum

Av de fyra extraordinära utskotten är det utvidgade utrikes- och försvarsutskottet det viktigaste. Det består av ledamöterna i utrikes- och försvarsutskottet samt Stortingets president och gruppledarna. Utskottet dryftar viktiga utrikes-, handels- och säkerhetspolitiska frågor med regeringen innan beslut fattas. Utskottet fungerar alltså inte primärt som ärendeberedningsorgan för Stortinget, utan som rådgivande organ till regeringen – jämför med Utrikesnämnden. Överläggningarna är vanligtvis hemliga.
Fullmaktsutskottet intar en konstitutionell särställning – jämför med Valprövningsnämnden. Utskottet ansvar för granskning av de nyvalda stortingsledamöternas fullmakter från valmyndigheterna i de 19 valkretsarna. De 16 ledamöterna ska särskilt kontrollera att grundlagen och vallagen har följts samt att det rapporterade valresultatet är korrekt. Utskottet speglar den maktdelningsprincip som legat till grund för den norska grundlagen, då dess primära syfte är att förhindra att den verkställande och dömande makten får inflytande över Stortingets sammansättning. Efter fullmaktsgranskningen lägger utskottet fram ett utlåtande till Stortinget, som fastställer resultatet i stortingsvalet genom omröstning i plenum. Utskottet avgör även besvärsärenden angående rösträtt i samtliga norska val. Regeringen och representanter för de myndigheter som administrerar val får inte delta när frågor inom utskottets ansvarsområde bereds eller avgörs.
Valutskottet bereder Stortingets valärenden (valberedning) samt fördelningen av stortingsledamöterna på utskotten och presidiet. Valutskottet består av 37 ledamöter, fördelade med hänsyn till partiernas relativa storlek i Stortinget samt den geografiska representationen.
Europautvalget är Stortingets fasta, gentemot regeringen rådgivande nämnd som behandlar politiska och konstitutionella ärenden knutna till EES-avtalet, EES-lagen eller EU-rätten – jämför med EU-nämnden. När EU-direktiv är relevanta för EES-länder ska de implementeras i norsk rätt genom lagändring. Europanämnden behandlar då direktivet och det genomförs en lagstiftningsprocess i Stortinget. Europanämnden består av ledamöterna i utrikesutskottet och Stortingets EFTA/EES-delegation. Utrikesutskottets ordförande leder nämndens sammanträden. Ibland inkallas de olika fackutskotten att delta i behandlingen när saken gäller deras arbetsområde. På motsvarande sätt deltar utrikesministern alltid i mötena, och andra statsråd vid behov. Europanämnden förbereder Norges strategi, röstning och förslag i EES-kommittén, men det är regeringen själv som avgör vilken position och ståndpunkt den intar på EES-kommitténs och EES-rådets möten.

## Val till Stortinget
Stortingets ledamöter, stortingsrepresentantene, väljs i allmänna val vart fjärde år, och nästa val äger rum 2025. Stortinget har 4%-spärr. Vid sidan av spärren finns det, liksom i den svenska riksdagen, möjlighet för partier att ta enskilda mandat i Stortinget om de får tillräckligt många röster i en enskild valkrets även om de som helhet hamnar under 4%-spärren. Valsystemet är proportionellt och sker inom 19 valkretsar, som sammanfaller med den tidigare fylkesindelningen. Sedan 2005 är Stortingets ledamöter 169 till antalet, varav 150 är fasta mandat och 19 utjämningsmandat. Mandatfördelningen sker med den jämkade uddatalsmetoden med 1,4 som första divisor. För att ett parti ska kunna delta i fördelningen av utjämningsmandat krävs att partiet fått minst fyra procent av rösterna. De fasta mandatens fördelning mellan valkretsarna beräknas på basis av förhållandet mellan folkmängd och landareal i valkretsen å ena sidan och folkmängd och landareal i hela riket å andra sidan. I denna beräkning ger varje invånare 1 poäng och varje kvadratkilometer 1,8 poäng.

### Nuvarande mandatfördelning
Det senaste valet till Stortinget hölls 2021. Mandaten fördelades enligt följande:
| Parti                                               | Mandat | Förändr. jämf.m. valet 2017 |
| --------------------------------------------------- | ------ | --------------------------- |
| Arbeiderpartiet/Arbeidarpartiet (A)                 | 48     | −1                          |
| Høyre/Høgre (H)                                     | 36     | −9                          |
| Senterpartiet (SP)                                  | 28     | +9                          |
| Fremskrittspartiet/Framstegspartiet (FrP)           | 21     | −6                          |
| Sosialistisk Venstreparti (SV)                      | 13     | +2                          |
| Rødt (R)                                            | 8      | +7                          |
| Venstre (V)                                         | 8      | +-0                         |
| Miljøpartiet De Grønne/Miljøpartiet Dei Grøne (MDG) | 3      | +2                          |
| Kristelig Folkeparti/Kristeleg Folkeparti (KrF)     | 3      | −5                          |
| Pasientfokus (PF)                                   | 1      | +1                          |

| Block                                       | Mandat | Förändr. jämf.m. 2017 |
| ------------------------------------------- | ------ | --------------------- |
| Regeringen (AP)                             | 48     | -1                    |
| Övriga rödgröna partier (SP + SV + MDG + R) | 52     | +20                   |
| Borgerliga partier (H + FrP + KrF + V)      | 68     | -20                   |
| Övriga partier (PF)                         | 1      | +1                    |